# Serie B 1960/1961
Soutěžní ročník Serie B 1960/1961 byl 29. ročník druhé nejvyšší italské fotbalové ligy. Konal se od 25. září 1960 do 11. června 1961. 
Nejlepším střelcem se stal italský hráč Giovanni Fanello (Alessandria), který vstřelil 26 branek.

## Události
Z 1. ligy sestoupil Janov, Palermo a Alessandria. Naopak postup ze 3. ligy slavilo po 14 letech Foggia, po 3 letech Pro Patria a po roce se vrátilo Prato.
Velmi dobrou sezonu měli fotbalisté z Ozo Mantova, kteří většinou vedli tabulku, jenže v posledním kole doma uhrálo remízu a jejich nejbližší pronásledovatel Benátky vyhrálo a tak Benátky vyhrálo soutěž a mohlo tak po 11 letech slavit postup. Ozo Mantova slavil postup poprvé a třetí klub z tabulky Palermo se vrátilo v nejrychlejším způsobem.
Sestup se týkal pro Marzotto Valdagno a nováčka Foggia. O třetím sestupujícím se muselo rozhodnout na neutrálním hřišti mezi Novarou a Triestinou, které skončilo 2:1 v prodloužení vítězstvím Novary.

## Účastníci
| Klub              | Město                    | Stadion                      | Trenér | Minulá sezona                            |
| ----------------- | ------------------------ | ---------------------------- | --- | ---------------------------------------- |
| Alessandria       | Alessandria              | Stadio Comunale              | Camillo Achilli | 17. místo v Serii A (sestup)             |
| Benátky           | Benátky                  | Stadio Pierluigi Penzo       | Carlo Alberto Quario | 17. místo v Serii B                      |
| Brescia           | Brescia                  | Stadio Mario Rigamonti       | György Sárosi (1.–9. kolo) Andrea Gadaldi (10.–13. kolo) Alberto Eliani                                                                 | 7. místo v Serii B                       |
| Catanzaro         | Catanzaro                | Stadio Nicola Ceravolo       | Piero Pasinati (1.–16. kolo) Enzo Dolfin (17. kolo) Piero Pasinati (18. kolo) Enzo Dolfin                                               | 8. místo v Serii B                       |
| Como              | Como                     | Stadio Giuseppe Sinigaglia   | Giuseppe Baldini | 8. místo v Serii B                       |
| Foggia & Incedit  | Foggia                   | Stadio Pino Zaccheria        | Leonardo Costagliola (1.–17. kolo) Leonardo Costagliola + Paolo Tabanelli (18.–26. kolo) Leonardo Costagliola                           | 1. místo ve skupině C v Serii C (postup) |
| Janov             | Janov                    | Stadio Comunale              | Annibale Frossi (1.–25. kolo) Angelo Rosso                                                                                              | 18. místo v Serii A (sestup)             |
| Marzotto Valdagno | Valdagno                 | Stadio dei Fiori             | Osvaldo Fattori (1.–19. kolo) Osvaldo Fattori + Imre Senkey                                                                             | 8. místo v Serii B                       |
| Messina           | Messina                  | Stadio Giovanni Celeste      | Bruno Arcari | 8. místo v Serii B                       |
| Novara            | Novara                   | Stadio Enrico Patti          | Carlo Facchini | 13. místo v Serii B                      |
| Ozo Mantova       | Mantova                  | Stadio Danilo Martelli       | Edmondo Fabbri | 5. místo v Serii B                       |
| Palermo           | Palermo                  | Stadio La Favorita           | Fioravante Baldi (1.–6. kolo) Pasquale Morisco (7.–9. kolo) Fioravante Baldi (10.–22. kolo) Eliseo Lodi (23.–26. kolo) Fioravante Baldi | 16. místo v Serii A (sestup)             |
| Parma             | Parma                    | Stadio Ennio Tardini         | Mario Genta | 14. místo v Serii B                      |
| Prato             | Prato                    | Stadio Lungobisenzio         | Cesare Meucci | 1. místo ve skupině B v Serii C (postup) |
| Pro Patria        | Busto Arsizio            | Stadio Carlo Speroni         | Pietro Magni | 1. místo ve skupině A v Serii C (postup) |
| Reggiana          | Reggio Emilia            | Stadio Comunale Mirabello    | Luigi Del Grosso | 5. místo v Serii B                       |
| Sambenedettese    | San Benedetto del Tronto | Stadio Fratelli Ballarin     | Alberto Eliani (1.–13. kolo) Enrico Radio                                                                                               | 14. místo v Serii B                      |
| Simmenthal-Monza  | Monza                    | Stadio "Città di Monza"      | Hugo Lamanna | 7. místo v Serii B                       |
| Triestina         | Terst                    | Stadio Comunale              | Guglielmo Trevisan (1.–23. kolo) Umberto Buffalo (24.–26. kolo) Guglielmo Trevisan                                                      | 4. místo v Serii B                       |
| Verona            | Verona                   | Stadio Marcantonio Bentegodi | Aldo Olivieri (1. kolo) Romolo Bizzotto (24.–26. kolo) Romolo Bizzotto + Bruno Biagini                                                  | 8. místo v Serii B                       |

## Tabulka
| Poř. | Tým               | Z  | V  | R  | P  | VG | OG | B  |
| ---- | ----------------- | -- | -- | -- | -- | -- | -- | -- |
| 1.   | Benátky           | 38 | 22 | 6  | 10 | 54 | 31 | 50 |
| 2.   | Ozo Mantova       | 38 | 18 | 13 | 7  | 44 | 25 | 49 |
| 3.   | Palermo           | 38 | 13 | 20 | 5  | 46 | 27 | 46 |
| 4.   | Reggiana          | 38 | 16 | 11 | 11 | 63 | 55 | 43 |
| 5.   | Simmenthal-Monza  | 38 | 14 | 14 | 10 | 36 | 26 | 42 |
| 6.   | Messina           | 38 | 13 | 15 | 10 | 45 | 34 | 41 |
| 7.   | Pro Patria        | 38 | 14 | 11 | 13 | 46 | 39 | 39 |
| 8.   | Alessandria       | 38 | 15 | 9  | 14 | 43 | 41 | 39 |
| 9.   | Sambenedettese    | 38 | 15 | 9  | 14 | 35 | 42 | 39 |
| 10.  | Catanzaro         | 38 | 15 | 8  | 15 | 46 | 42 | 38 |
| 11.  | Como              | 38 | 13 | 11 | 14 | 42 | 45 | 37 |
| 12.  | Prato             | 38 | 14 | 9  | 15 | 35 | 41 | 37 |
| 13.  | Janov (-7 bodů)   | 38 | 14 | 14 | 10 | 47 | 42 | 35 |
| 14.  | Parma             | 38 | 12 | 11 | 15 | 36 | 36 | 35 |
| 15.  | Brescia           | 38 | 12 | 10 | 16 | 44 | 38 | 34 |
| 16.  | Verona            | 38 | 11 | 12 | 15 | 31 | 44 | 34 |
| 17.  | Novara            | 38 | 11 | 11 | 16 | 31 | 51 | 33 |
| 18.  | Triestina         | 38 | 9  | 15 | 14 | 31 | 39 | 33 |
| 19.  | Foggia & Incedit  | 38 | 10 | 9  | 19 | 40 | 56 | 29 |
| 20.  | Marzotto Valdagno | 38 | 5  | 10 | 23 | 28 | 69 | 20 |

Poznámky
- Z = Odehrané zápasy; V = Vítězství; R = Remízy; P = Prohry; VG = Vstřelené góly; OG = Obdržené góly; B = Body
- za výhru 2 body, za remízu 1 bod, za prohru 0 bodů.
- kluby Novara a Triestina odehráli dodatečný zápas o sestup (Play out).

|  | Postup do Serie A |
|  | Sestup do Serie C |

### Play out
| 11. červen 1961 | Novara | 2 – 1 v prodl. | Triestina | Ferrara |  |  |
|                 |        |                |           |         |  |  |
|                 |        |                |           |         |  |  |

- Klub Triestina sestoupil do Serie C.

## Střelecká listina
| Pořadí | Jméno              | Klub             | Branky |
| ------ | ------------------ | ---------------- | ------ |
| 1.     | Giovanni Fanello   | Alessandria      | 26     |
| 2.     | Gino Raffin        | Benátky          | 17     |
| 3.     | Piero Merlo        | Foggia & Incedit | 15     |
| 3.     | Luigi Sardei       | Reggiana         | 15     |
| 5.     | Gastone Bean       | Janov            | 14     |
| 5.     | Giampiero Calloni  | Pro Patria       | 14     |
| 5.     | Eugenio Fantini    | Palermo          | 14     |
| 5.     | Paolo Mentani      | Novara           | 14     |
| 5.     | Abbondanzio Pagani | Pro Patria       | 14     |
| 10.    | Giuseppe Calzolari | Parma            | 13     |
| 10.    | Gennaro Rambone    | Catanzaro        | 13     |